# بیوکاسل
بیوکاسل (به انگلیسی: Bewcastle) یک روستا و محله مدنی در بریتانیا است که در کارلایل واقع شده‌است. بیوکاسل ۳۹۱ نفر جمعیت دارد.